# Leslie Greengard
Leslie F. Greengard est un mathématicien, physicien et informaticien américain,. Il est co-inventeur avec Vladimir Rokhline de la méthode multipôle rapide (FMM) en 1987, reconnue comme l'un des dix meilleurs algorithmes du XXe siècle,.
Greengard est élu membre de l'Académie nationale d'ingénierie des États-Unis en 2006 pour ses travaux sur le développement d'algorithmes et de logiciels pour les méthodes multipolaires rapides.

## Biographie
Leslie Greengard est né à Londres, en Angleterre, mais grandit aux États-Unis à New York, Boston et New Haven. Il est titulaire d'un baccalauréat en mathématiques de l'Université Wesleyenne (1979), d'un doctorat en médecine de la Yale School of Medicine (1987) et d'un doctorat en informatique de l'Université Yale (1987),.
De 2006 à 2011, Greengard est directeur du Courant Institute of Mathematical Sciences, une division indépendante de l'Université de New York (NYU) , et est actuellement professeur de mathématiques et d'informatique à Courant. Il est également professeur à la Tandon School of Engineering de l'Université de New York  et directeur du Simons Center for Data Analysis.
Il est auparavant directeur du Center for Computational Biology du Flatiron Institute et prend la direction du nouveau Centre de mathématiques computationnelles de l'Institut.
Il est le fils du neuroscientifique Paul Greengard et le neveu d'Irene Kane, connue plus tard sous le nom de Chris Chase, une actrice, écrivaine et journaliste.